# Takeshi Kamo
Takeshi Kamo (加茂健?, Kamo Takeshi; Hamamatsu, 8 febbraio 1915 – Tokyo, 26 marzo 2004) è stato un calciatore giapponese, di ruolo attaccante.